# Alamara Nhassé
Alamara Ntchia Nhassé (nascut el 2 de juny de 1957) és un polític Guinea Bissau, que va ser  primer ministre del 9 de desembre de 2001 al 17 de novembre de 2002. Nhasse és actualment el president del Partit de Reconciliació Nacional; va dirigir amb anterioritat el Partit de Renovació Social (PRS).
Nhasse és un expert agrícola que va estudiar a Cuba i a la Unió Soviètica. Després que el candidat del PRS Kumba Ialá fos elegit President, Nhasse va ser designat Ministre d'Agricultura, Aigua, Boscos i Pesca en el govern format el 19 de febrer de 2000. Més tard, en el govern format el 25 de gener de 2001, fou nomenat Ministre d'Agricultura i Pesca. Sota el Primer Ministre Faustino Imbali va ser nomenat ministre de l'interior després de la destitució d'Artur Sanhá el 29 d'agost de 2001. Després de la dimissió d'Imbali, Nhasse el va reemplaçar com a primer ministre el 9 de desembre de 2001. La convenció del PRS de 15 de gener de 2002 el va escollir com a president del partit. Una posterior crisi de govern provocà la dissolució del seu govern. Nhasse va renunciar com a president del PRS el 15 de novembre de 2002, i dos dies més tard, Mário Pires va ser designat per succeir Nhasse com a primer ministre.
A les eleccions presidencials de 2005 Nhasse va donar suport al candidat João Bernardo Vieira. Després de l'elecció de Vieira, Nhasse va demanar la dimissió de Carlos Gomes Júnior com a primer ministre; aleshores Gomes Júnior va perdre la seva base parlamentària després que 14 de 45 delegats parlamentaris del PAIGC de Gomes abandonessin el partit.
Nhasse és actualment el president del Partit Nacional de Reconciliació. No va poder obtenir cap escó a les eleccions parlamentàries de 2008 i va acceptar la derrota del seu partit.